# Julius Thomson
Julius Thomson (ur. 14 czerwca 1888 w Offenbach am Main, zm. 16 lipca 1960 tamże) – szermierz reprezentujący Cesarstwo Niemieckie, uczestnik letnich igrzysk olimpijskich w 1912 oraz 1928 roku.
Jego brat-bliźniak Hans Thomson również wystąpił na letnich igrzyskach olimpijskich 1912 jako szermierz. 